# Chondrite de type L
Les chondrites ordinaires de type L sont un type de météorite chondritique. Elles constituent environ 35 % de l'ensemble des météorites cataloguées, et 40 % des chondrites ordinaires. On pense que les chondrites ordinaires proviennent de trois astéroïdes corps parents, dont les fragments ont formé respectivement les groupes des chondrites de type H,  de type L et de type LL.

## Nom
Leur nom (L = "low", bas en anglais) vient de leur teneur en fer relativement faible, par rapport aux chondrites de type H, qui contiennent environ 20 à 25 % de fer en masse.
Historiquement, les chondrites de type L ont été nommées chondrites à hypersthène ou chondrites à olivine et hypersthène en rapport aux minéraux dominants, mais ces désignations sont maintenant obsolètes.